# Немања Јаничић (глумац)
Немања Јаничић (23. април 1987) српски је глумац.

## Биографија
У Београду је завршио Основну школу „Владислав Рибникар”, а потом и Средњу школу „Димитрије Давидовић”. Глуму је студирао у класи професора Милана Плећаша. Прву значајнију телевизијску улогу остварио је у серији Јесен стиже, Дуњо моја.

## Филмографија
| Год.       | Назив                               | Улога                       |
| ---------- | ----------------------------------- | --------------------------- |
| 2000-е ▲   |                                     |                             |
| 2005.      | Ивкова слава                        | Писар Јова                  |
| 2005.      | Ивкова слава (серија)               | Писар Јова                  |
| 2006.      | А3 – Рокенрол узвраћа ударац        | Звонце                      |
| 2006.      | Не скрећи са стазе (ТВ филм)        |                             |
| 2007.      | Коњи врани                          | Александар                  |
| 2008.      | Бледи месец                         | Александар                  |
| 2009—2010. | Јесен стиже, Дуњо моја (серија)     | Александар                  |
| 2010-е ▲   |                                     |                             |
| 2011.      | Мирис кише на Балкану (серија)      | Мирхад Карабег              |
| 2011.      | Парада                              | Активиста                   |
| 2012—2017. | Војна академија (серија)            | Лојаница                    |
| 2013.      | Ничији живот (кратки филм)          | наратор                     |
| 2013—2015. | Звездара (серија)                   | Митар                       |
| 2014—2021. | Ургентни центар (серија)            | Зоки / Љубомир Марковић     |
| 2014.      | Атомски здесна                      | Члан бенда                  |
| 2015.      | Бићемо прваци света                 | Навијач скептик             |
| 2017.      | Прва тарифа (серија)                | Дебели човек                |
| 2017.      | Проклети пас                        | Мики                        |
| 2018.      | О бубицама и херојима               | Инспектор                   |
| 2019.      | Синђелићи (серија)                  | Роки                        |
| 2020-е ▲   |                                     |                             |
| 2020.      | Хотел Балкан (серија)               | Странац                     |
| 2021.      | Камионџије д. о. о. (серија)        | Станко                      |
| 2021—2023. | Радио Милева (серија)               | Дане                        |
| 2022.      | У клинчу (серија)                   | Конобар ресторана „Кутузов” |
| 2023.      | Сахрана, бижутерија и по који капут | Младен                      |